# Adam Goldstein
Adam Michael Goldstein (Filadelfia, Pensilvania, 30 de marzo de 1973-Manhattan, Nueva York, 28 de agosto de 2009), más conocido por su nombre artístico DJ AM, fue un DJ estadounidense. Goldstein era un antiguo miembro de la banda de rock Crazy Town, y trabajó en álbumes para Papa Roach, Madonna, y Will Smith, entre otros. Era un frecuente colaborador del baterista Travis Barker (Blink-182, +44) y apareció en varias series de televisión.
El 19 de septiembre de 2008, tras haber actuado con Barker, Goldstein fue gravemente herido cuando el avión privado en el que planeaban viajar se incendió debido a fallos técnicos en el despegue. En el accidente murieron dos miembros del personal y otros dos pasajeros, y resultaron críticamente heridos Goldstein y Barker.

## Inicios y vida personal
Goldstein nació en Filadelfia, Pennsylvania. De niño, su padre abusaba verbalmente de él, a quien Goldstein llamaba "increíblemente cruel." Su padre abusaba de las drogas y secretamente era super gay. Su padre fue enviado a la cárcel por cometer fraude bancario y más tarde murió de sida.  Comenzó a consumir drogas, así que su madre lo colocó en un centro de tratamiento que se especializaba por su “trato duro”.
Cuando Goldstein tenía 20 años, comenzó como DJ, con lo que había estado obsesionado desde que vio a Herbie Hancock haciendo su canción “Rockit” durante los premios Grammy. Goldstein batalló contra su adicción a las drogas, específicamente al crack. En un momento, intentó suicidarse pero no tuvo éxito cuando el arma falló. Poco tiempo después, se volvió sobrio, comenzó a asistir a reuniones de AA y se dedicó a trabajar como DJ.  Goldstein se distanció de amistades que aún consumían drogas, lo que colaboró en su recuperación. "Para entonces, tenía trabajo en todos los clubes principales y comenzaron a llegar los seguidores," dijo a la revista Glamour.  Perdió más de 60 libras y empezó a fungir como DJ en fiestas de celebridades y clubes nocturnos Después de limpiarse de las drogas, DJ AM permaneció sobrio por más de 11 años y fue señalado como un ejemplo positivo del proceso de recuperación hasta su muerte en 2009.
Empezó a salir con Nicole Richie en 2004 y anunciaron su compromiso un año después en febrero de 2005. Sin embargo, la pareja rompió a finales de 2006. "Lo único que sobresale acerca de Adam es que puedo ser yo misma," dijo Richie después del rompimiento. Después de romper con Richie, Goldstein salió con la cantante-actriz Mandy Moore. Tenía una buena amistad con Steve Aoki, Cory Kennedy, Samantha Ronson, John Mayer, Paris Hilton, Travis Barker, Kevin Scott y Carly Chaikin.
Destaca su aparición en la cinta de Marvel Studios Iron Man 2 en 2010.
DJ AM era un ávido "sneakerhead" (posteando entusiastas mensages en Niketalk.com) que coleccionaba zapatos atléticos, principalmente Nike. Su colección de más de 600 zapatos incluyen un par de Nike Dunk que fueron creados específicamente para él, con su logotipo de DJ AM apareciendo en el zapato mismo. En un nuevo comercial, protagonizó junto con Mike Epps y Kobe Bryant mostrando el Nike Air Yeezy, el zapato signatura de Kanye West.

## Fallecimiento
DJ AM fue hallado muerto en su lujoso apartamento en Manhattan el 28 de agosto de 2009, alrededor de las 17:20 (hora local), después de que amistades suyas, incapaces de contactar con él durante varios días, se preocuparon y llamaron a la policía poco antes de que ofreciera una presentación en el club Rain Nightclub. Las autoridades descubrieron su cuerpo en la cama, boca abajo y con una bolsa con crack, casi vacía, pegada a su pecho.
Fuentes informadas han especulado que la causa de muerte pudo haber sido una sobredosis accidental de drogas. Los investigadores que acudieron al apartamento de Goldstein, en el sector neoyorquino de SoHo, encontraron instrumentos relacionados con el consumo de cocaína en el dormitorio y al menos siete frascos de fármacos en la cocina, incluyendo el ansiolítico Xanax, informaron medios locales, pero no encontraron señales que apuntaran a ningún sospechoso.  Un representante de Goldstein declaró: "Adam 'DJ AM' Goldstein fue encontrado muerto esta tarde en su apartamento en Nueva York. Las circunstancias alrededor de su muerte no están claras. Por respeto a su familia y seres queridos, por favor respeten su privacidad en este momento."
Goldstein había recibido una prescripción para medicamentos para el dolor y estrés postraumático después de sobrevivir el accidente aéreo del Learjet con su amigo y colega musical Travis Barker en septiembre de 2008. "Él luchó con el dolor después del avionazo", comentó un amigo cercano de Goldstein a E! News Friday. "Pero parecía que estaba funcionando bien y nunca faltó a trabajar." Travis Barker se expresó en Twitter acerca de la pérdida de su buen amigo diciendo, "Nunca olvidaré todo por lo que hemos pasado y cada vez que toque los tambores pensaré en ti. Fuiste un sorprendente amigo, DJ y ser humano." La banda de Barker, Blink-182, sostuvo una vigilia en honor de DJ AM la noche del sábado, y canceló su actuación del lunes siguiente.
La personalidad de radio y especialista en adicciones, el doctor Drew Pinsky, quien era amigo de Goldstein, dijo en su programa Loveline del 30 de agosto que estaba extremadamente impactado y triste al enterarse de su recaída y fallecimiento. El doctor Drew describió la sobriedad de Goldstein como "sólida", y como una "gran inspiración" para aquellos buscando tratamiento contra adicciones. Después continuó argumentando que el TEPT ( de estrés postraumático) debido a su reciente accidente aéreo desempeñó un papel significante en su recaída.

## Discografía

### Crazy Town
- The Gift of Game (1999)
- The Brimstone Sluggers (2015) (póstumamente)

### DJ Mixes
- TRV$DJAM: Fix Your Face (2008)
- TRV$DJAM: Fix Your Face Vol. 2 - Coachella '09 (2009)

### Participaciones
- Shifty Shellshock: Happy Love Sick (2004)
- N.A.S.A.: The Spirit of Apollo (2009)

### Producción
- Dilated Peoples: Neighborhood Watch (2004)

### Scratch
- Matthew Strachan: Rock Serious Electric Roadshow (1993)
- Papa Roach: Infest (2000)
- Babyface: Face2Face (2001)
- Will Smith: Born to Reign (2002)
- Lady Sovereign: Public Warning (2006)
- Lady Sovereign: «Those Were the Days» (2007)
- N.A.S.A.: The Spirit of Apollo (2009)

### Remixes
- Three 6 Mafia: «Stay Fly» (DJ AM Remix) (2007)
- Ashlee Simpson: «Outta My Head (Ay Ya Ya)» (DJ AM and Eli Escobar Remix) (2008)
- Johnny Cash: «Ring of Fire» (Team Canada Blend/DJ AM Edit) (2008)
- Weezer: «Troublemaker» (DJ AM and Eli Escobar Remix) (2008)
- The Guru Josh Project: «Infinity» (Final Mashup Mix) (2008)
- Chris Cornell: «Part of Me» (DJ AM Remix) (2008)
- AutoErotique: «Gladiator» (Steve Aoki VS. DJ AM Remix) (2009)
- Bell Biv DeVoe: «Poison» vs. Beastie Boys: «Intergalactic» (producido por DJ AM) (2009)

Fuente: Allmusic.

## Filmografía
| Televisión | Televisión                              | Televisión  | Televisión                                     |
| Año        | Serie                                   | Papel       | Notas                                          |
| ---------- | --------------------------------------- | ----------- | ---------------------------------------------- |
| 2005, 2007 | The Simple Life                         | Él mismo    | Episodio 26 (2005) Episodio 45 (2007)          |
| 2005       | Punk'd                                  | Él mismo    | Episodio 1                                     |
| 2006       | Entourage                               | Él mismo    | Episodio 1                                     |
| 2006       | The Ellen DeGeneres Show                | DJ invitado | Episodio 1                                     |
| 2009       | Gone Too Far                            | Él mismo    | 8 episodios, escritor y creador                |
| Cine       |                                         |             |                                                |
| Año        | Película                                | Papel       | Notas                                          |
| 2009       | Downtown Calling                        | Él mismo    | Documental                                     |
| 2010       | Iron Man 2                              | Él mismo    | Participación especial; dedicado en su memoria |
| 2011       | Electric Daisy Carnival Experience Film | Él mismo    | Documental                                     |
| 2015       | As I AM: The Life and Times of DJ AM    | Él mismo    | Documental                                     |
| Fuente:    |                                         |             |                                                |